# Tombense Futebol Clube
O Tombense Futebol Clube é um clube de futebol brasileiro da cidade de Tombos, no estado de Minas Gerais. Foi fundado em 7 de setembro de 1914 e profissionalizado em 1999. Manda seus jogos no Estádio Antônio Guimarães de Almeida e suas cores são o vermelho e o branco.

## História

### A fundação
No dia 7 de setembro de 1914, um grupo de garotos de 13 e 14 anos se organizou e formou o Tombense Futebol Clube, liderado pelo pai de um daqueles garotos: o Senhor Vieira é considerado o fundador do clube.

### Era amadora
Na era amadora, o Tombense destacou-se ao conquistar o campeonato da zona da mata mineira no ano de 1935, contra o Tupi de Juiz de Fora, em jogo final realizado em Carangola, cidade vizinha de Tombos.
Durante as décadas seguintes, o Gavião Carcará revelou alguns atletas que posteriormente jogaram em equipes de maior porte, como Vasco da Gama, Flamengo, Atlético Mineiro, etc.

### Era profissional
Em 1999, os empresários Eduardo Uram e Lane Mendonça Gaviolle, da empresa Brazil Soccer, começaram a gerir o Tombense para profissionalizar e melhorar o time.
O Tombense começou a aparecer no cenário estadual na década de 2000, quando reformou seu campo, o Estádio Antônio Guimarães de Almeida, construiu uma concentração, ativou times em diversas categorias e passou a disputar o Campeonato Mineiro.
Em 2002, conquistou o seu primeiro título que foi de Campeão Mineiro da Terceira Divisão. Estreou no Módulo II em 2003, com uma campanha modesta.
Em 2004, foi rebaixado e só voltou a disputar o Campeonato Mineiro da Terceira Divisão em 2006. Novamente conseguiu chegar ao título, mas recusou a vaga ao Módulo II de 2007.
Em 2009 disputou novamente a Terceira Divisão, ficando com o segundo lugar e classificando para o Módulo II de 2010.
Em 2012 foi vice-campeão do Módulo II se classificando ao Campeonato Mineiro de Primeira divisão.
Dessa forma, conquistou uma vaga para a disputa do Módulo I do Campeonato Mineiro de Futebol (principal divisão do futebol mineiro) em 2013. Nesse torneio, o iniciante Tombense se classificou entre os 4 melhores do campeonato, conquistando uma vaga nas semifinais. Além disso, conseguiu outro feito inédito, que foi uma participação em uma competição a nível nacional. o Tombense classificou-se para o Campeonato Brasileiro de Futebol de 2013 - Série D e terminou como campeão do interior. Mas o Tombense desistiu de participar da Série D de 2013.

### 2014: Título da Série D e acesso à Série C
Em 2014, fez uma campanha mediana no Campeonato Mineiro, terminando na sétima colocação, o que rendeu uma classificação para o Campeonato Brasileiro de Futebol de 2014 - Série D.
Disputou a Copa do Brasil pela primeira vez em sua história, mas foi eliminado ainda na primeira fase, para o Treze, da Paraíba. Após empatar por 1–1 no jogo de ida sendo mandante, foi derrotado fora de casa por 2–1 e consequentemente eliminado da competição.
Na Série D, fez uma boa campanha, sendo o líder do Grupo A6 da Série D. No dia 19 de outubro de 2014, o Tombense fez um marco histórico, conseguiu o acesso ao Campeonato Brasileiro de Futebol de 2015 - Série C, após vencer o Moto Club. No jogo de ida, fora de casa, o Tombense empatou por 2–2. No jogo de volta em Tombos, venceu por 2–0 - total 4–2 a favor - o que classificou o time para a terceira divisão do brasileiro pela primeira vez em sua história.

Escudo usado pelo Tombense até 2014, ano onde o clube conquistou seu maior título, a Série D do Campeonato Brasileiro.

Ao empatar os dois jogos finais do Campeonato Brasileiro Série D de 2014 contra o Brasil de Pelotas por 0–0, o Tombense venceu a disputa de pênaltis por 4–2, sagrando-se campeão de uma competição nacional pela primeira vez em sua história.

### 2015–2020: Consolidação como quarta força de Minas Gerais
Em 2015, o Tombense fez outra boa campanha no Campeonato Mineiro, terminando em quarto lugar, se classificando às semifinais. Enfrentou a Caldense, líder do campeonato. No jogo de ida, em casa, prevaleceu o empate por 0–0. No jogo de volta, em Poços de Caldas, perdeu por 2–0 e foi eliminado da competição. Na Série C, terminou na 7º colocação, permanecendo na competição.
Em 2017, o Tombense conseguiu avançar para as quartas de final da Série C. Precisava da vitória para passar de fase para ser promovido à Série B, mas foi eliminado pelo CSA. No jogo de ida, em casa, perdeu por 2–0. No jogo de volta, em Alagoas, foi derrotado por 1–0.
Em 2019, o Tombense surpreendeu ao eliminar o Sport Recife na primeira fase da Copa do Brasil, vencendo por 3–0, se classificando na competição pela primeira vez em sua história. No entanto, foi eliminado para o Botafogo-PB na segunda fase. Após o empate no tempo normal por 2–2, a equipe paraibana venceu nos pênaltis por 7–6.
Em 2020, o Tombense fez outra campanha surpreendente: terminou na primeira colocação do Campeonato Mineiro. Nas semifinais, eliminou a Caldense (1–0 fora e 2–0 em casa). Terminou com o vice-campeonato inédito, perdendo por 2–1 e 1–0 para o Atlético Mineiro, com os dois jogos sendo disputados em Belo Horizonte. Se classificou para a Recopa Mineira e venceu seu segundo título do Troféu do Interior.

### 2021: Vice-campeonato da Série C e acesso à Série B
O Tombense começou a temporada de 2021 vencendo a Recopa Mineira. Em partida realizada na Arena Independência, a equipe venceu o Uberlândia por 2–0. Pelo Campeonato Mineiro, terminou na quarta colocação e se classificou novamente às semifinais, enfrentando o líder Atlético Mineiro. Com os dois jogos sendo disputados em Belo Horizonte, o Tombense perdeu por 3–0 na ida e empatou por 1–1 na volta, sendo eliminado da competição.
Na Copa do Brasil, o Tombense enfrentou o Nova Mutum, de Mato Grosso. Empatou por 0–0, jogando fora de casa numa partida única, mas se classificou por ser melhor colocado no Ranking da CBF do que o adversário. Na segunda fase, foi derrotado para o Vasco da Gama por 2–1, jogando em casa.
Pela Série C, ficou no Grupo A, juntamente com 2 Cearenses (Ferroviário e Floresta), 1 Amazonense (Manaus), 1 Baiano (Jacuipense), 1 Carioca (Volta Redonda), 1 Paraense (Paysandu) 1 Paraibano (Botafogo-PB), 1 Pernambucano (Santa Cruz) e 1 Piauiense (Altos). Terminou a primeira fase no 2º lugar com 27 pontos (6 vitórias, 9 empates e 3 derrotas), assim se classificando para a próxima fase. Na segunda fase, conquistou o acesso inédito à Série B com uma rodada de antecedência, após uma vitória por 2–1 sobre o Manaus FC. Se classificou em primeiro e ganhou o direito de disputar a final contra o Ituano. Na partida de ida, realizado em Tombos, empatou por 1–1. Para conquistar o título, precisaria vencer o Ituano na partida de volta realizado em Itu. No entanto, o Tombense foi derrotado por 3–0, terminando com o vice-campeonato.

### 2022
Em 26 de janeiro, o Tombense venceu novamente a Recopa Mineira: Em partida realizada em Tombos, a equipe empatou com o Pouso Alegre por 1–1, ganhando nos pênaltis por 6–5. A partida também foi válida pela primeira rodada do Campeonato Mineiro.
Em 1 de março, pela Copa do Brasil, o Tombense empatou sem gols com o Icasa no Ceará, resultado que classificou o Gavião Carcará por ter melhor ranking da CBF que o adversário. Na segunda fase, o Gavião Carcará enfrentou o Moto Club fora de casa. Após empatar no tempo normal por 1–1, o Tombense venceu nos pênaltis por 4–2, sendo assim, se classificando para a terceira fase sendo eliminado pelo ceara nos dois jogos por 2-0 essa foi a primeira vez em sua história a ter chegado na terceira fase da copa do brasil.

## Títulos
| Nacional | Nacional                         | Nacional | Nacional                      |
|          | Competição                       | Títulos  | Temporadas                    |
| -------- | -------------------------------- | -------- | ----------------------------- |
|          | Campeonato Brasileiro - Série D  | 1        | 2014                          |
| Estadual |                                  |          |                               |
|          | Competição                       | Títulos  | Temporadas                    |
|          | Recopa Mineira                   | 2        | 2021 e 2022                   |
|          | Campeonato Mineiro do Interior   | 5        | 2013, 2020, 2021, 2024 e 2025 |
|          | Campeonato Mineiro - 2.ª Divisão | 2        | 2002 e 2006                   |
|          | Taça Inconfidência               | 1        | 2023                          |

### Outras conquistas
| Outras Conquistas | Outras Conquistas | Outras Conquistas | Outras Conquistas |
|                   | Competição        | Títulos           | Temporadas        |
| ----------------- | ----------------- | ----------------- | ----------------- |
|                   | Zona da Mata      | 1                 | 1935              |

### Campanhas de destaque
- Vice-Campeão da Segundona de 2009[22]
- Vice-Campeão Mineiro Modulo II de 2012[22]
- Vice-Campeão Mineiro de 2020[23]
- Vice-Campeão Brasileiro da Série C de 2021[24]

## Estatísticas

### Participações
|  | Participações em 2025 |

| Competição   | Competição           | Temporadas | Melhor campanha       | Estreia | Última | P | R |
| Minas Gerais | Campeonato Mineiro   | 13         | Vice-campeão (2020)   | 2013    | 2025   |   | – |
| Minas Gerais | Troféu Inconfidência | 2          | Campeão (2023)        | 2022    | 2023   |   |   |
| Minas Gerais | Módulo II            | 4          | Vice-campeão (2012)   | 2003    | 2012   | 1 | 2 |
| Minas Gerais | Terceira Divisão     | 3          | Campeão (2002 e 2006) | 1999    | 2009   | 1 |   |
| Brasil       | Série B              | 2          | 15° colocado (2022)   | 2022    | 2023   | – | 1 |
| Brasil       | Série C              | 9          | Vice-campeão (2021)   | 2015    | 2025   | 1 | – |
| Brasil       | Série D              | 1          | Campeão (2014)        | 2014    | 2014   | 1 |   |
| Brasil       | Copa do Brasil       | 8          | 3ª fase (2022)        | 2014    | 2025   |   |   |

Retrospecto em competições oficiais
 Última atualização: Série C de 2024, 19ª rodada.
| Competição | Competição | Temporadas | Títulos | Pts | J   | V  | E  | D  | GP  | GC  | SG  | %    |
| ---------- | ---------- | ---------- | ------- | --- | --- | -- | -- | -- | --- | --- | --- | ---- |
| Brasil     | Série B    | 2          | –       | 82  | 76  | 19 | 25 | 32 | 75  | 97  | -18 | 35,9 |
| Brasil     | Série C    | 7          | –       | 206 | 155 | 50 | 56 | 49 | 170 | 155 | 15  | 44,3 |
| Brasil     | Série D    | 1          | 1       | 32  | 16  | 9  | 5  | 2  | 23  | 10  | 13  | 66,7 |

 Pts Pontos obtidos, J Jogos, V Vitórias, E Empates, D Derrotas, GP Gols Pró e GC Gols Contra
Últimas dez temporadas
Legenda:
| Campeão Vice-campeão Eliminado na semifinal | Classificado à Copa Libertadores da América pela campanha no Campeonato Brasileiro Classificado à Copa Libertadores da América pelo título da Copa do Brasil ou Copa Libertadores Classificado à Copa Sul-Americana ou Copa do Brasil | Rebaixado à divisão inferior Campeão e promovido à divisão superior Promovido à divisão superior |

## Elenco atual
Última atualização: 26 de fevereiro de 2023.

## Treinadores
| Treinador        | Período    |
| ---------------- | ---------- |
| Marcelo Cabo     | 2013       |
| Moacir Junior    | 2014       |
| Rogério Lourenço | 2014       |
| Eugenio Souza    | 2014       |
| Junior Lopes     | 2015       |
| Marcelo Mabilia  | 2015       |
| Pingo            | 2016       |
| Ney da Matta     | 2016       |
| Moacir Junior    | 2016       |
| Raul Cabral      | 2017       |
| Ramon Menezes    | 2018       |
| Eugenio Souza    | 2018       |
| Ricardo Drubscky | 2019       |
| Eugenio Souza    | 2019-2020  |
| Julinho Camargo  | 2020       |
| Bruno Pivetti    | 2021       |
| Rafael Guanaes   | 2021-2022  |
| Hemerson Maria   | 2022       |
| Bruno Pivetti    | 2022       |
| Marcelo Chamusca | 2023       |
| João Burse       | 2023       |
| Moacir Junior    | 2023       |
| Raul Cabral      | Atualmente |

## Categorias de base
Em 2001 o Tombense já era campeão mineiro das categorias infantil e juvenil.

## Sedes e estádios

### Almeidão
O estádio Antônio Guimarães de Almeida, é o local onde o Tombense manda suas partidas de futebol.

## Símbolos

### Mascote
Seu mascote é o Gavião-carcará e suas cores são vermelho e branco.